# Лотоцький Олег Михайлович
Оле́г Миха́йлович Лото́цький (11 вересня 1975 — 29 серпня 2014) — старший солдат Збройних сил України, учасник російсько-української війни.

## Короткий життєпис
Народився 1975 року в місті Дніпропетровськ. Виростав із сестрою. Створив родину; виростили сина.
В часі війни — гранатометник, 93-тя окрема механізована бригада.
Загинув під Іловайськом під час прориву з оточення «зеленим коридором» на дорозі поблизу села Новокатеринівка.
2 вересня 2014-го тіло Олега Лотоцького разом з тілами 87 інших загиблих у Іловайському котлі привезено до запорізького моргу. Упізнаний бойовими товаришами та родичами.
За даними Книги пам'яті, похований на Сурсько-Литовському кладовищі Дніпропетровська.
Без Олега лишилися сестра, цивільна дружина та син.

## Нагороди та вшанування
За особисту мужність і героїзм, виявлені у захисті державного суверенітету та територіальної цілісності України, вірність військовій присязі під час російсько-української війни, відзначений — нагороджений
- 15 травня 2015 року — орденом «За мужність» III ступеня (посмертно)[1]
- Його портрет розміщений на меморіалі «Стіна пам'яті полеглих за Україну» у Києві: секція 3, ряд 7, місце 34
- Вшановується 29 серпня на щоденному ранковому церемоніалі вшанування українських захисників, які загинули цього дня у різні роки внаслідок російської збройної агресії[2]